# Neptunea oncodes
Neptunea oncodes är en snäckart som först beskrevs av Dall 1907.  Neptunea oncodes ingår i släktet Neptunea och familjen valthornssnäckor. Inga underarter finns listade i Catalogue of Life.